# Triplophysa rotundiventris
Triplophysa rotundiventris är en fiskart som först beskrevs av Wu och Chen, 1979.  Triplophysa rotundiventris ingår i släktet Triplophysa och familjen grönlingsfiskar. Inga underarter finns listade i Catalogue of Life.